# Mare de Déu del Remei de Perafita
La Mare de Déu del Remei de Perafita és una capella de Perafita (Lluçanès) inclosa a l'Inventari del Patrimoni Arquitectònic de Catalunya.

## Descripció
Capella situada dalt d'un turó al qual sols s'hi pot arribar a peu. L'ermita de la Mare de Déu del Remei, propera al Mas Roca, és una capella d'una sola nau coberta a l'interior amb volta d'aresta i a l'exterior amb teulat a doble vessant. La porta d'entrada és d'arc rebaixat i està resseguida per una motllura llisa i a sobre té una petita rosassa resseguida per una motllura similar a la de la porta. El ràfec de la teulada està decorat per una motllura amb forma de puntes de serra. Tant l'interior com l'exterior de la capella es troba enguixat.